# David Blaine
David Blaine, född 4 april 1973 i Brooklyn, New York, är en amerikansk illusionist.

## Biografi
Blaine blev tidigt intresserad av att börja med magi. Han började redan vid fyra års ålder efter att han hade sett en gatumagiker uppträda vid tunnelbanan. Han beskriver också att hans mamma var ett enormt stöd för honom gällande magi. Han sa själv i en av sina dvd-filmer "Många föräldrar säger att de inte vill se på det är dåligt, men min mamma älskade det jag gjorde".
Blaine har blivit enormt populär genom Harry Houdinis PR-knep; att utföra ett otroligt trick och se till att pressen är där i förväg. Ett av de senaste stunten han utförde var ett riktigt uthållighetstest, han satt 44 dygn i en upphängd glasbox på Tower Bridge i London med inget annat än en filt och tillgång till vatten. I slutet av september 2008 gjorde han i New York ett försök att hänga upp och ner i 60 timmar.
David Blaine är en artist som fått stora rubriker i flera år. Han utför sina tricks och stunts direkt framför åskådare på gatan utan  scenografi, ljussättningar och snygga assistenter. Han har också uppträtt i TV i bl.a. David Blaine: Street Magic, Magic Man, Vertigo och Frozen in Time.
"Jag vill få magin till en nivå där Houdini hade den för hundra år sedan. När man tänkte på magi och blev fascinerad... du var känslomässigt berörd av den. Den hade en mening och ett mål"
-David Blaine
David Blaine slog 2008 världsrekordet i att hålla andan under vattnet. Han utförde det live hos Oprah Winfrey, med rekordtiden 17 minuter och 4,04 sekunder